# История насилия на почве гомофобии и трансфобии в США
История насилия в отношении ЛГБТ в США состоит из нападений на геев, лесбиянок, бисексуалов и трансгендеров (ЛГБТ), правовых мер реагирования на такое насилие и статистики преступлений на почве ненависти в США. Считается, что жертвы такого насилия нарушают гетеронормативные правила и противоречат принятым протоколам гендерных и сексуальных ролей. Люди, которые принадлежат сообществу ЛГБТ, также могут стать мишенью. Насилие также может происходить между парами одного пола, статистические данные показывают, что насилие среди однополых пар более распространено, чем среди пар противоположного пола.
Насилие, имевшее место в связи с существованием ЛГБТ-сообщества, является очень обширным, учитывая, как давно произошли первые нападения. После беспорядков в Стоунволле в 1969 году против одного из многочисленных полицейских рейдов на гей-бары, в Соединенных Штатах стало гораздо больше случаев насилия в отношении ЛГБТ и сообщений о них. Десятки трансгендеров и гендерно неконформных людей ежегодно становятся жертвами в США, особенно распространены убийства чернокожих трансгендерных женщин. Нападения на ЛГБТ вращаются вокруг идеи, что существует нормальный образ жизни людей, который включает в себя все выражения, желания, поведения и роли, связанные с полом, к которому каждый человек был приписан при рождении. С течением времени статистика этих актов насилия значительно увеличились из-за религиозных и политических взглядов или, возможно, других факторов. В последнее время начали проходить политические протесты, которые имеют целью ужесточить наказание за насилие на почве гомофобии и трансфобии.
Преступление на почве ненависти определяется как виктимизация людей по причине их реальной или предполагаемой расы, этнической принадлежности или национального происхождения, сексуальной ориентации, религии, пола, гендерной идентичности или инвалидности. Преступления на почве ненависти против ЛГБТ часто происходят из-за того, что преступники являются гомофобами или трансфобами. Насилие, направленное против людей из-за их предполагаемой сексуальности, может быть психологическим и физическим, вплоть до убийства. Эти действия могут быть вызваны культурными, религиозными или политическими традициями и предубеждениями. Жертвы насилия, которые одновременно являются ЛГБТ и представителями другой расы, могут иметь проблемы с различением, было ли насилие основано на их сексуальной ориентации / гендерной идентичности или же расизм также играл значительную роль. Интерсекциональный подход позволит изучить, как эти формы дискриминации сочетаются уникальным образом.
Соединенные Штаты приняли Закон о статистике преступлений на почве ненависти (P.L. 101—275), чтобы разработать систематический подход к документированию и пониманию преступлений на почве ненависти против ЛГБТ в Соединенных Штатах. Федеральное бюро расследований (ФБР) также внедрило программу сбора данных и интегрировало систему в рамках своей программы Единой отчетности о преступлениях и Национальной системы отчетности о происшествиях.

## Федеральная статистика преступлений на почве ненависти
В 2014 году Федеральное бюро расследований сообщило, что 20,8 % преступлений на почве ненависти, о которых было сообщено в полицию в 2013 году, были основаны на предполагаемой сексуальной ориентации. Шестьдесят один процент этих нападений был направлен против геев. Кроме того, 0,5 % всех преступлений на почве ненависти были основаны на предполагаемой гендерной идентичности. В 2004 году ФБР сообщило, что 14 % преступлений на почве ненависти из-за предполагаемой сексуальной ориентации были совершены против лесбиянок, 2 % — против гетеросексуалов и 1 % — против бисексуалов.
ФБР сообщило, что в 2006 году количество преступлений на почве ненависти против геев увеличилось с 14 % до 16 % как процент от общего числа зарегистрированных преступлений на почве ненависти в США. В годовом отчете за 2006 год, опубликованном 19 ноября 2007 года, также говорится, что преступления на почве ненависти на почве сексуальной ориентации являются третьим по распространенности типом после расы и религии. В 2008 году 17,6 % преступлений на почве ненависти были основаны на предполагаемой сексуальной ориентации жертвы. Из этих преступлений 72,23 % носили насильственный характер. 4704 преступления были совершены на почве расовой дискриминации и 1617 — на почве сексуальной ориентации. Из них только одно убийство и одно изнасилование были совершены из-за расовых предубеждений, тогда как пять убийств и шесть изнасилований были совершены на почве сексуальной ориентации.
Заместитель окружного прокурора округа Санта-Клара Джей Боярски приписал всплеск преступлений на почве ненависти к геям с 3 % в 2007 году до 14 % в 2008 году разногласиями по поводу предложения 8. Однако представительство прокурора предостерегло от чрезмерного чтения небольших статистических выборок. указав, что подавляющее большинство случаев ненависти не доводится до сведения окружного прокурора.
В 2011 году ФБР сообщило о 1572 жертвах преступлений на почве ненависти, ставших жертвами предубеждений на почве сексуальной ориентации, что составляет 20,4 % от общего числа преступлений на почве ненависти за этот год. Из общего числа жертв 56,7 % подверглись нападениям на основании гомосексуальных предубеждений, направленных против мужчин, 29,6 % — на основании предубеждений, направленных против гомосексуализма, и 11,1 % — на основании предубеждений, направленных против женщин.
Однако Соединенные Штаты не требуют обязательного отчета о преступлениях на почве ненависти, а это означает, что данные ФБР, собранные за эти годы, не являются точным представлением количества преступлений на почве ненависти против ЛГБТ-американцев. Общественные организации по борьбе с насилием чрезвычайно важны при сообщении о преступлениях на почве ненависти.
В последние годы в США наблюдается рост насилия в адрес ЛГБТ. Самый крупный акт насилия произошел в Орландо, когда Омар Матин напал на ночной клуб Pulse в городе, убив 49 и ранив 53 человека. Это было не только крупнейшее нападение на ЛГБТ, но и одно из самых массовых убийств в истории Соединенных Штатов. К июню 2018 года ФБР отказалось классифицировать инцидент как преступление на почве ненависти к геям, поскольку показания свидетельствуют о том, что Матин разведал несколько разных целей, прежде чем выбрать Pulse, и что он не знал, что это был ночной клуб для геев. Также было 28 американцев, которые идентифицировали себя как ЛГБТ и были убиты только в 2016 году. Все эти преступления считаются преступлениями на почве ненависти, и Соединенные Штаты приняли некоторые законы в этой области. В конце 1990-х был принят Закон о статистике преступлений на почве ненависти (P.L. 101—275). Он был принят, чтобы попытаться предотвратить дальнейшие преступления на почве ненависти и придумать наказание для людей, которые их совершают. Несмотря на то, что этот акт был принят, местные полицейские часто не имеют подготовки или возможности определить, было ли это преступлением на почве ненависти на основании сексуальных предпочтений или по другой причине. Законодательство о преступлениях на почве ненависти также не принималось только из-за сексуальных предпочтений.

## Меры по прекращению насилия в отношении ЛГБТ
Приюты и общественные организации пытаются обеспечивать безопасность жертв или потенциальных жертв насилия. Lambda Legal опубликовала список ресурсов во всех 50 штатах, которые могут быть полезны ЛГБТ, ищущим помощи или защиты. Такие организации, как Фонд True Colours и Кампания за права человека, являются безопасным местом для бездомной ЛГБТ-молодежи, где они могут получить медицинское обслуживание, жилье и образование. Насильственные действия, включая домашнее и сексуальное насилие в отношении ЛГБТ-сообщества, могут привести к депрессии, посттравматическому стрессу, суицидальному поведению или травмам.Организации, расположенные по всей территории Соединенных Штатов, могут обеспечить безопасность и заботу таким людям.

## Насилие в отношении ЛГБТ с 1964 года

### 1964—1969
- 13 марта 1964 года — Китти Дженовезе, лесбиянка, живущая в районе Кью-Гарденс в Куинсе, штат Нью-Йорк, со своей девушкой Мэри Энн Зелонко была зарезана, когда шла к своему месту жительства.
- 9 марта 1969 года[19] — Говард Эфланд, гей, который поселился в отеле Dover в Лос-Анджелесе под псевдонимом Дж. Макканн, был забит до смерти сотрудниками полицейского управления Лос-Анджелеса[20].
- 28 июня 1969 года — рано утром полиция совершила налет на гей-бар Stonewall Inn, расположенный в районе Гринвич-Виллидж на Манхэттене, Нью-Йорк. Это событие вызвало беспорядки в Стоунволл, которые представляли собой серию демонстраций членов ЛГБТ-сообщества.

### 1970—1979
- 24 июня 1973 года — Поджигатель сжег Upstairs Lounge, гей-бар в Новом Орлеане, в результате чего погибло 32 человека[21].
- 21 июня 1977 года — Роберт Хиллсборо был зарезан в Сан-Франциско человеком, кричавшим «педик»[22].
- 5 июля 1978 года — банда молодых людей, вооруженных бейсбольными битами и ветвями деревьев, напала на нескольких мужчин в районе Центрального парка в Нью-Йорке, который, как известно, часто посещался гомосексуалистами. Жертвы подвергались нападению наугад, но позже нападавшие признались, что намеренно пошли в парк, чтобы напасть на гомосексуалистов. Одним из раненых был бывший фигурист Дик Баттон, на которого напали, когда он смотрел фейерверк в парке[23].
- 27 ноября 1978 года — открытый гей-инспектор города Сан-Франциско Харви Милк вместе с мэром Джорджем Москоне был убит политическим соперником Дэном Уайтом в мэрии Сан-Франциско. Возмущение по поводу убийств и небольшой срок, вынесенный Уайту (семь лет), спровоцировали беспорядки Белой ночи[24].
- Январь 1979 года — Теннесси Уильямс был избит пятью подростками в Ки-Уэсте. Он избежал серьёзной травмы. Этот эпизод был частью волны насилия против гомосексуалистов, вдохновленной антигеевской газетной рекламой, опубликованной местным баптистским священником[25].
- 5 июня 1979 года — Терри Кнудсен был забит до смерти тремя мужчинами в Лоринг-парке в Миннеаполисе, штат Миннесота[26].
- 7 сентября 1979 года — Роберт Аллен Тейлор был зарезан возле Лоринг-парка в Миннеаполисе. Местный репортер взял интервью у убийцы из тюрьмы, и ему сказали: «Я не люблю геев. Понятно?»[26].
- 7 октября 1979 года — 17-летний Стивен Чарльз из Ньюарка, штат Нью-Джерси, был забит до смерти в Нью-Йорке Робертом Делисио, Костабиле «Гас» Фарас, двоюродным братом Фараса Марком Гранато и Дэвидом Спото. Они также избили друга Чарльза, 16-летнего Томаса Мура из Бруклина. Мур был тяжело ранен, но ему удалось получить помощь в соседнем доме. Мур опознал четырёх мужчин по очереди через четыре дня после инцидента. Фарас, руководитель нападения, признал себя виновным в непредумышленном убийстве первой степени и был условно освобожден через восемь лет в 1988 году. Сам он был убит 17 ноября 1989 года[27].

### 1980—1989
- 1982 год — избиение Рика Хантера и Джона Хэнсона полицией Миннеаполиса возле салуна Y’all Come Back 1 января 1982 года. Сотрудники отделения неотложной помощи окружной больницы Хеннепин свидетельствовали в суде, что полиция назвала этих двух мужчин «педиками», в то время как мужчин лечили от травм[28].
- 1982 год — Роберт Алтом умер в 1982 году после нападения Сесил Корри Тернер за пределами бывшей Райской комнаты Джей Би на авеню Северного Ванкувера в Портленде, штат Орегон[29].
- 1984 год — Чарли Ховард был утоплен в Бангоре, штат Мэн, за то, что был «ярким геем»[30].
- 13 мая 1988 года — Ребекка Уайт была застрелена вместе со своей девушкой, Клаудией Бреннер, Стивеном Роем Карром во время похода и кемпинга вдоль Аппалачской тропы. Позже Карр утверждал, что он пришел в ярость от лесбиянства пары, когда увидел, что у них есть гомосексуальные отношения[31].
- 15 мая 1988 года — Томми Ли Тримбл и Джон Ллойд Гриффин, двое геев, подверглись преследованиям, а затем были застрелены Ричардом Ли Беднарски в Далласе, штат Техас. Позже Беднарски был признан виновным в двух убийствах, но был приговорен к 30 годам заключения, а не к пожизненному заключению. Судья, вынесший приговор, Джек Хэмптон, позже сказал, что сделал это потому, что жертвами были гомосексуалы, которых бы не убили, если бы они «не ходили по улицам» в поисках мужчин. Комментарии Хэмптона вызвали серьёзные споры. Позже он был подвергнут цензуре за свои замечания и в конечном итоге проиграл заявку на переизбрание судьи в 1992 году[32][33].
- Декабрь 1988 года — Венера Экстраваганза, трансгендерная исполнительница, была найдена убитой на Рождество. Было выявлено, что на момент обнаружения она уже была мертва в течение 4 дней.

### 1990—1999
- 1990 год — Джеймс Заппалорти, гей-ветеран войны во Вьетнаме, был зарезан в Стейтен-Айленде, Нью-Йорк[34].
- 2 июля 1990 года — Хулио Ривера был убит в Нью-Йорке двумя мужчинами, которые избили его молотком и зарезали ножом, потому что он был геем[35].
- 1991 год — Пол Бруссард, банкир из Хьюстона, был убит. На него напали 10 молодых людей. В конечном итоге все десять нападавших были осуждены: от испытательного срока и штрафа за соответствующие счета за госпитализацию и похороны до 45-летнего тюремного заключения Джона Буиса, который признался в нанесении смертельного ножевого ранения[36].
- 27 октября 1992 года — старшина ВМС США Аллен Шиндлер был убит товарищем-сослуживцем, который забил его до смерти в общественном туалете в Японии[37]. Шиндлер неоднократно жаловался на преследование геев на борту корабля[37]. Этот случай стал синонимом дебатов о геях, служащих в армии США, которые назревали в Соединенных Штатах и завершились принятием директивы «Не спрашивай, не говори»[38].
- 1993 год — Брэндон Тина, транс-мужчина, был изнасилован и позже убит, когда полиция раскрыла его пол при рождении его друзьям-мужчинам[39]. События, приведшие к смерти Тины, были изображены в фильме «Парни не плачут»[40].
- 9 марта 1995 года — Скотт Амедур был убит после того, как раскрыл свое влечение к своему другу Джонатану Шмитцу в эпизоде Шоу Дженни Джонс о тайных увлечениях. Шмитц купил дробовик, чтобы убить Амедуре, и сделал это после того, как Амедуре намекнул, что он все ещё испытывает влечение к нему; Затем Шмитц сдался полиции[41][42].
- 20 ноября 1995 года — 23-летняя Шанель Пикетт, афроамериканская транс-женщина, скончалась в доме Уильяма Палмера после драки, которая, по словам Палмера, произошла после того, как Палмер обнаружил, что она трансгендерна, и потребовал, чтобы она покинула его дом. Посетители кафе Playland Café, где они встречались, сказали, что Палмер был постоянным посетителем этого заведения и, как известно, предпочитал транссексуалов[43].
- 4 декабря 1995 года — Роксана Эллис и Мишель Абдилл, лесбийская пара в Медфорде, штат Орегон, были убиты человеком, который сказал, что у него «нет сострадания» к бисексуалам или гомосексуалистам[44]. Роберт Акремант был осужден и приговорен к смертной казни путем введения смертельной инъекции[45].
- 4 января 1996 года — Фред Менджион, гей, был убит в Техасе двумя братьями-неонацистами. Его партнер, Кеннет Стерн, также подвергся нападению, но выжил. Один из нападавших, Рональд Генри Готье, позже был приговорен к 10 годам условно[46].
- Май 1996 года — 24-летняя Джулианна Уильямс и 26-летняя Лолли Винанс были убиты в своем лагере вдоль Аппалачской тропы на улице Вирджиния Скайлайн-драйв в национальном парке Шенандоа. Их связали, заткнули рот кляпом и перерезали горло. На сегодняшний день обвинительных приговоров по делу об убийствах не было.
- 1 августа 1996 года — Ник Морайда, 34-летний латиноамериканский гей, был убит во время ограбления. Его убийца Ричард Картрайт был приговорен к смертной казни.
- 21 февраля 1997 года — The Otherside Lounge, лесбийский ночной клуб в Атланте, был взорван Эриком Робертом Рудольфом, «Террористом Олимпийского парка»; пять посетителей бара получили ранения. В заявлении, обнародованном после того, как его приговорили к пяти пожизненным срокам подряд за несколько взрывов, Рудольф назвал гомосексуальность «аберрантным образом жизни».
- 7 октября 1998 года — Мэттью Шепард, студент-гей, в городе Ларами, штат Вайоминг, подвергся пыткам, был жестоко избит, привязан к забору и брошен; он был найден через 18 часов после нападения и умер от полученных ранений менее чем через неделю, 12 октября. Нападавшие Рассел Артур Хендерсон и Аарон Джеймс Маккинни отбывают в тюрьме два пожизненных срока[47].
- 19 февраля 1999 года — Билли Джек Гейтер, 39-летний гей, был жестоко забит до смерти в Рокфорде, штат Алабама. Нападавшие Стив Маллинс и Чарльз Монро Батлер были признаны виновными в убийстве и оба приговорены к пожизненному заключению без права условно-досрочного освобождения[48].
- 1 июля 1999 года — гей-пара Гэри Мэтсон и Уинфилд Моудер была убита братьями-белыми расистами Бенджамином Мэтью и Джеймсом Тайлером Уильямсом в Реддинге, Калифорния. Джеймс Уильямс был приговорен как минимум к 33 годам тюремного заключения, которые должны были быть отбыты после отбытия 21-летнего срока за поджог синагоги и клиники абортов[49]. Бенджамин Уильямс утверждал, что, убив пару, он «подчинялся законам Создателя»[50]. Он совершил суицид в 2003 году в ожидании суда. Их бывший пастор назвал братьев «ревностными в своей вере»[51].
- Сентябрь 1999 года — Стин Фенрих был убит, по-видимому, отчимом, Джоном Д. Фенрихом, в Куинсе, Нью-Йорк. Его расчлененные останки были найдены в марте 2000 года, с фразой «гей-ниггер номер один», вырезанной на его черепе вместе с номером социального страхования. Его отчим бежал из полиции во время допроса, затем покончил с собой[52].
- 15 октября 1999 года — Сисси «Чарльз» Болден был найден застреленным в Саванне, штат Джорджия. Полиция арестовала Чарльза Уилкинса-младшего в июле 2003 года; он признался в убийстве и был обвинен в двух других убийствах, согласно полицейскому управлению Саванны.

### 2000—2009
29 апреля 2009 года Палата представителей США проголосовала за утверждение федерального закона, чтобы классифицировать как «преступления на почве ненависти» нападения, основанные на сексуальной ориентации или гендерной идентичности жертвы (а также умственной или физической инвалидности). Сенат США принял законопроект 22 октября 2009 года. Закон о предупреждении преступлений на почве ненависти Мэттью Шепарда и Джеймса Берда-младшего был подписан президентом Бараком Обамой 28 октября 2009 года.
- 3 июля 2000 года — Артур «J.R.» Уоррен был зарезан в Грант-Тауне, Западная Виргиния, двумя мальчиками-подростками, которые, по сообщениям, считали, что Уоррен распространил слух о том, что у него и одного из мальчиков, Дэвида Аллена Паркера, были сексуальные отношения. Убийцы Уоррена наехали на его тело, чтобы замаскировать убийство под аварию. Паркер признал себя виновным и был приговорен к «пожизненному тюремному заключению с милосердием», что дало ему право на условно-досрочное освобождение через 15 лет[56]. Его сообщник Джаред Уилсон был приговорен к 20 годам.
- 22 сентября 2000 года — Рональд Гей вошел в гей-бар в Роанок, Виргиния, и открыл огонь в посетителей, убив Дэнни Оверстрита, 43-летнего гея, и тяжело ранив шесть других. Рональд сказал, что он был зол на то, что теперь означает его фамилия, и глубоко расстроен тем, что трое из его сыновей изменили свою фамилию. Он утверждал, что ему было велено Богом находить и убивать лесбиянок и геев, называя себя «христианским солдатом, работающим на моего Господа»; Гей сказал в суде, что «он хотел бы убить больше педиков» перед несколькими жертвами стрельбы, а также семьей и друзьями Дэнни Оверстрита[57].
- 16 июня 2001 года — Фред Мартинес, трансгендер и бердаш, был забит до смерти около Кортеса, штат Колорадо, 18-летним Шоном Мерфи, который, как сообщается, хвастался нападением на «пидора»[58][59].
- 25 августа 2001 года — Гэри Рейнол был найден жестоко избитым до смерти в Ливуде, Канзас. Случай все ещё остается не расследованным, и члены семьи полагают, что его убийство было преступлением на почве ненависти.
- 12 июня 2002 года — Филип Уолстед, гомосексуалист, был смертельно избит бейсбольной битой. По мнению прокуратуры, неонацистские взгляды Дэвида Хигдона, напавшего на Уолстеда, привели к тому, что первоначальный грабеж перерос в убийство. Хигдон был приговорен к пожизненному заключению и дополнительному приговору за грабеж[60].
- 6 августа 2002 года — Родни Веласкес, 26-летний латиноамериканский гомосексуалист, был найден убитым в ванне его квартиры в Бронксе[61].
- 3 октября 2002 года — Гвен Араухо, транс-женщина, была убита по крайней мере тремя мужчинами, обвиненными в совершении преступления на почве ненависти. Двое были признаны виновными в убийстве, третий — в непредумышленном убийстве; однако жюри отклонило обвинение в преступлении на почве ненависти.
- 24 декабря 2002 года — Низа Моррис, 47-летняя темнокожая транс-женщина, возможно, была убита в Филадельфии, штат Пенсильвания[62].
- 12 декабря 2001 года — Терриэнн Саммерс, Террианна Саммерс, 51-летняя транс-женщина и активистка за права трансгендеров, была застрелена во дворе своего дома во Флориде. Никаких арестов произведено не было, и полиция не расследовала её убийство как преступление на почве ненависти[63]. Широкая известность Террианн как транс-женщины из-за её активной позиции привела к тому, что её убийство включили в списки преступлений на почве ненависти против ЛГБТ, хотя отсутствие интереса полиции к её убийству означает, что мотивы убийства, возможно, никогда не будут известны.
- 11 мая 2003 года — Шакия Ганн, 15-летняя чернокожая лесбиянка, была убита в Ньюарке, штат Нью-Джерси. В ожидании автобуса, Ганн и её друзья получили предложение провести вместе вечер от двух мужчин. Когда девушки отвергли их ухаживания, сказав, что они лесбиянки, на них напали мужчины. Один из мужчин, Ричард Маккалоу, смертельно ранил Ганн. В обмен на то, чтобы он признал себя виновным в нескольких менее серьёзных преступлениях, включая непредумышленное убийство при отягчающих обстоятельствах, прокуратура сняла обвинения в убийстве с Маккаллоу, приговоренного к 20 годам[58][64].
- 17 июня 2003 года — Ричи Филлипс из Элизабеттауна, Кентукки, был убит Джозефом Коттреллом. Позже его тело было найдено в чемодане в озере. Во время суда двое родственников Коттрелла показали, что он заманил Филлипса и убил его, потому что он был геем. Коттрелл был признан виновным в непредумышленном убийстве и приговорен к 20 годам тюремного заключения[65].
- 23 июля 2003 года — Нирих Джонсон и Брэнди Коулман были застрелены Полом Муром, когда Мур узнал после полового контакта, что Джонсон был трансгендером[66]. Мур потом сжег тела жертв. Он был осужден за убийство и приговорен к 120 годам тюремного заключения[67].
- 31 июля 2003 года — 37-летний Гленн Копицке был убит ножом в спину 17-летним Гэри Хиртом, отличником, звездным спортсменом и скаутом[68] в округе Виннебаго, штат Висконсин. Прокуратура утверждала, что Хирте убил Копицкого, чтобы посмотреть, сможет ли он уйти от наказания. Хирте сослался на безумие, заявив, что он убил Копицкого в слепой ярости после сексуального контакта с жертвой по обоюдному согласию, потому что он считал гомосексуальный акт «хуже убийства». Заявление о смягчении последствий «аффекта» не было оставлено в силе, он был признан виновным и получил пожизненное заключение.
- Август 2003 года — Эмони Сполдинг, чернокожая 25-летняя транссексуалка, была застрелена в Вашингтоне, округ Колумбия, Дерриком Антуаном Льюисом после того, как он обнаружил, что она была транссексуалом[69].
- 22 июля 2004 года — убит 18-летний Скотти Джо Уивер из Бэй-Минетт, штат Алабама. Его обгоревшее и частично разложившееся тело было обнаружено в нескольких милях от передвижного дома, в котором он жил. Его избили, задушили и нанесли многочисленные удары ножом, частично обезглавили, а тело облили бензином и подожгли. В связи с совершенным преступлением были обвинены три человека, двое из которых были соседями Уивера по комнате: Кристофер Гейнс в возрасте 20 лет, Николе Келсей в возрасте 18 лет и Роберт Портер в возрасте 18 лет. Николе Келси был другом Уивера на протяжении большей части его жизни.
- 2 октября 2004 года — Дэниел Фетти, гей, который был слабослышащим и бездомным, был атакован несколькими нападавшими в городе Уэверли, штат Огайо. Фетти избили, топтали, запихнули обнаженной в мусорное ведро, проткнули палкой и бросили умирать; на следующий день он скончался от полученных травм. Прокуроры заявили о преступлении на почве ненависти. Трое мужчин получили сроки от семи лет до пожизненного заключения[70].
- 28 января 2005 года — Ронни Антонио Пэрис, трехлетний мальчик, живущий в Тампе, Флорида, умер из-за черепно-мозговой травмы, нанесенной его отцом, Ронни Пэрис-младшим. По словам его матери и других родственников, Ронни Пэрис-младший, неоднократно бил своего сына об стены, хлопал ребёнка по голове и «боксировал» его, потому что беспокоился, что ребёнок гей и вырастет неженкой. Пэриса приговорили к тридцати годам тюрьмы[71].
- 27 февраля 2005 года — в Санта-Фе, штат Нью-Мексико, 21-летний Джеймс Маэстас подвергся нападению у ресторана, затем последовал в отель и был избит в бессознательном состоянии мужчинами, которые во время нападения называли его «педиком». Хотя все его нападавшие были обвинены в совершении преступления на почве ненависти, ни один из них не был приговорен к тюремному заключению[72].
- 11 марта 2005 года — Джейсон Гейдж, открытый гей, был убит в своей квартире в Ватерлоо, штат Айова, нападавшим Джозефом Лоуренсом, который утверждал, что Гейдж совершал с ним сексуальные действия. Гейджа забили до смерти бутылкой и нанесли удар осколком стекла в шею[73]. Лоуренса приговорили к пятидесяти годам тюремного заключения.
- 25 октября 2005 года — Эмануэль Ксавье, открытый гей-поэт и активист, был окружен и жестоко избит группой из пятнадцати-двадцати подростков на улицах Бушвика, что сделало его глухим в правом ухе.
- 2 февраля 2006 года — 18-летний Джейкоб Д. Робида вошел в бар в Нью-Бедфорде, штат Массачусетс, уточнил, что это точно гей-бар, а затем напал на посетителей с топором и пистолетом, ранив троих[74]. Он застрелился через три дня[75].
- 10 июня 2006 года — Кевин Эйвианс, импрессионист, музыкант, модельер и «старшая дочь» легендарного Дома Aviance, был ограблен и избит на Манхэттене группой мужчин, которые выкрикивали в его адрес гейские оскорбления. Четверо нападавших признали себя виновными и приговорены к тюремному заключению[76].
- 30 июля 2006 года — шесть мужчин подверглись нападению с бейсбольными битами и ножами после ухода с фестиваля San Diego Gay Pride. Один пострадавший был настолько тяжело ранен, что ему пришлось перенести обширную реконструктивную операцию на лице. Трое мужчин признали свою вину в связи с нападениями и получили тюремные сроки. 15-летняя несовершеннолетняя также признала свою вину[77].
- 8 октября 2006 года — Майкл Сэнди был атакован четырьмя молодыми гетеросексуальными мужчинами, которые заманили его на встречу после разговора в сети, в то время как они искали геев, чтобы ограбить. При попытке скрыться от нападавших он был сбит автомобилем и через пять дней скончался, не приходя в сознание[78].
- 27 февраля 2007 года — 72-летний гей-инвалид Эндрю Антхос был избит свинцовой трубой в Детройте, штат Мичиган, человеком, который выкрикивал в его адрес антигейские оскорбления. Антош умер через 10 дней в больнице.
- 15 марта 2007 года — Райан Кит Скиппер, 25-летний гей, был зарезан в городе Вахнета, штат Флорида. Четверо подозреваемых были арестованы за преступление. Шериф назвал это преступлением на почве ненависти.
- 16 марта 2007 года — Руби Орденьяна, 24-летняя латинская трансгендерная женщина, была найдена обнажённой и задушена до смерти в Сан-Франциско, Калифорния, в 05:40[79]. Донзелл Фрэнсис, которого подозревали в изнасиловании и удушении Орденьяны, был осужден 23 декабря 2009 года и приговорен к 17 годам и 18 месяцам тюремного заключения за насильственное оральное совокупление, грабеж, нападение с причинением больших телесных повреждений и похищение другой транссексуальной женщины.
- 12 мая 2007 года — Роберто Данкансон был убит в Бруклине, Нью-Йорк. Он был зарезан Омаром Уиллоком, который утверждал, что Дункансон заигрывал с ним[80].
- 16 мая 2007 года — 20-летний Шон Уильям Кеннеди шёл к своей машине из Brew’s Bar в Гринвилле, штат Южная Каролина, когда 18-летний Стивен Эндрю Моллер вышел из другой машины и подошёл к Кеннеди. Следователи заявили, что Моллер сделал комментарий о сексуальной ориентации Кеннеди и нанес смертельный удар, потому что ему не нравились сексуальные предпочтения в выборе других мужчин[81].
- 9 сентября 2007 года — травля геев произошла в Тауэрс Вест Квиннос в кампусе Университета Вандербильта в Нэшвилле, штат Теннесси[82]. Студент Роберт Гутьеррес и его друг напали на двух студентов-геев и избили одного из них на почве гомофобии[82]. Отчет был подан в полицейское управление Университета Вандербильта, и, как сообщается, Гутьеррес был отчислен, хотя это не удалось подтвердить. Гутьеррес назвал это «просто дракой», но декан по делам студентов предположил, что это было «преднамеренное, неспровоцированное нападение». Имена жертв не разглашаются, чтобы защитить их анонимность.
- октябрь 2007 года — Стивен Домер, 62-летний гей, был убит в Оклахоме[83].
- 8 декабря 2007 года — на 25-летнего гея Натаниэля Салерно напали четверо мужчин в поезде метро в Вашингтоне, округ Колумбия. Мужчины называли его «педиком», пока били его[84].
- 8 января 2008 года — Стейси Браун, чернокожая 30-летняя транссексуалка, была найдена мертвой в своей квартире. Она была ранена в голову[85].
- 1 июля 2008 года — Эбони Уитакер, афроамериканская транссексуалка, была застрелена в Мемфисе.
- Февраль 2008 года — Дуанна Джонсон, транс-женщина, была избита полицейским, пока содержалась в Центре уголовного правосудия округа Шелби в штате Теннесси. По словам Джонсон, офицеры называли её «педиком» и «он-она» до и во время инцидента[86]. В ноябре 2008 года она была найдена мертвой на улице, как сообщается, застрелена тремя неизвестными[87].
- 4 февраля 2008 года — Эшли Суини, транссексуалка, была ранена в голову. Её тело было найдено в Детройте, штат Мичиган[88].
- 10 февраля 2008 года — 25-летняя чернокожая транссексуалка Санеша Стюарт была зарезана в Бронксе, Нью-Йорк.
- 12 февраля 2008 года — Лоуренс «Ларри» Кинг, 15-летний ученик младшей средней школы, был дважды расстрелян одноклассником по школе Э. О. Грином в Окснарде, Калифорния. Он был отключен от аппарата искусственного жизнеобеспечения после того, как врачи объявили его мозг мертвым 15 февраля. По сообщениям Associated Press, «прокуратура предъявила 14-летнему однокласснику обвинение в умышленном убийстве с применением преступлений на почве ненависти и применения огнестрельного оружия»[89][90].
- 22 февраля 2008 года — Симми Уильямс-младшая была 17-летней чернокожей девушкой, не соответствующей гендерному принципу, которую застрелили на углу улицы в округе Брауард, штат Флорида[91].
- 16 марта 2008 года — Полиция сообщила, что Лэнс Неве был избит до бессознательного состояния в Рочестере, Нью-Йорк, потому что Неве был геем. Мужчина напал на Неве в баре. Джесси Парсонс был приговорен к более чем пяти годам тюрьмы за нападение.
- 29 мая 2008 года — Восемнадцатилетний Стивен Пэрриш, член подгруппы 92 Кровавых Семейных лебедей, был убит Стивеном Т. Холлисом III и Хуаном Л. Флайтом по приказу лидера банды Тимоти Роулингса-младшего в округе Балтимор, штат Мэриленд, после того, как они нашли «сообщения для геев» на его мобильном телефоне. Они чувствовали, что присутствие гея сделает их банду слабой. Холлис III признал себя виновным и был приговорен к пожизненному заключению, Флайт был приговорен к пожизненному заключению с отсрочкой исполнения почти на 30 лет, а Роулингс был приговорен к пожизненному заключению без возможности условно-досрочного освобождения. Четвёртый человек, Бенедикт Вуре, после этого признал себя виновным в пособничестве и был приговорен к лишению свободы на срок около 17 месяцев[92].
- 9 июня 2008 года — Джереми Ваггонер, парикмахер-гей из Ройал-Ока[англ.], штат Мичиган, был жестоко убит в Детройте. Его убийство до сих пор нераскрыто.
- 17 июля 2008 года — восемнадцатилетняя Энджи Сапата, транссексуалка, была забита до смерти в Колорадо через два дня после знакомства с Алленом Рэем Андраде. Дело было возбуждено как преступление на почве ненависти, и 22 апреля 2009 года Андраде был признан виновным в убийстве первой степени[93].
- 20 августа 2008 года — насмерть избита Нахкиа Уильямс, чернокожая транссексуалка, в Луисвилле, штат Кентукки. Деймону Мэлоуну предъявили обвинения в её убийстве, ограблении и краже со взломом и приговорили к 35 годам тюремного заключения[94].
- 7 сентября 2008 года — 27-летний Тони Рэндольф Хантер и его спутник подверглись нападению и избиению возле гей-бара в Вашингтоне, округ Колумбия. Позже Хантер скончался от полученных ранений 18 сентября. Полиция расследует его как возможное преступление на почве ненависти.
- 13 сентября 2008 года — на 26-летнего Ниму Дайвари напал в Денвере, штат Колорадо, мужчина, назвавший его «педиком». Прибывшие на место происшествия полицейские отказались заполнить сообщение о нападении[95].
- 21 сентября 2008 года — обнаженное тело 22-летней транссексуалки Руби Молины было обнаружено прохожим на берегу реки в изолированном и неразвитом районе Сакраменто, Калифорния[96].
- 7 ноября 2008 года — дом открытого гея Мелвина Уистлханта в Ньютоне, Северная Каролина, был разрушен поджигателями. Следователи обнаружили гомофобные граффити, нанесенные распылителем на задней части дома[97].
- 14 ноября 2008 года — 22-летняя Латейша Грин, транссексуалка, была застрелена Дуайтом Дели в Сиракьюсе, Нью-Йорк, потому что он думал, что она гей. Местные СМИ сообщили об инциденте, указав её паспортное имя, Мозес «Тейш» Кэннон[98]. ДеЛи был осужден за непредумышленное убийство первой степени как преступление на почве ненависти 17 июля 2009 года и получил максимальное наказание в виде 25 лет тюрьмы штата. Это был лишь второй случай в истории страны, когда лицо было привлечено к ответственности за преступление на почве ненависти в отношении транссексуала и первый приговор за преступление на почве ненависти в штате Нью-Йорк[99][100].
- 12 декабря 2008 года — 28-летняя лесбиянка в Ричмонде, Калифорния, была похищена и изнасилована четырьмя мужчинами, которые кричали гомофобные оскорбления во время нападения[101].
- 26 декабря 2008 года — Тайсия Элзи, 34-летняя транссексуалка, и её партнер, 22-летний Майкл Хант, были застрелены в своей квартире 20-летним Крисом Конуэллом[102].
- 27 декабря 2008 года — 24-летний Натан Ранкл подвергся жестокому нападению в Дейтоне, штат Огайо, за пределами ночного гей-клуба[103].
- 17 января 2009 года — Каприз Карри, 31-летняя транссексуалка в Сан-Франциско, Калифорния, была зарезана.
- 15 февраля 2009 года — Эфоса Агбонтаен и Брэнден Макгиллвери-Дамметт подверглись нападению в Нью-Йорке со стороны четырёх молодых людей со стеклянными бутылками, которые кричали антигейские оскорбления во время атаки. Агбонтаен и Макгиллвери-Дамметт попали в реанимацию в связи с их травмами[104].
- 18 февраля 2009 года — Двое мужчин были арестованы в Страудсбурге, штат Пенсильвания, за смерть ветерана-гея Майкла Гушера.
- 1 марта 2009 года — трое мужчин вошли в бар в Галвестоне, штат Техас, и атаковали посетителей камнями. Один из пострадавших, Марк Босоу, был отправлен в отделение неотложной помощи, где ему наложили двенадцать скоб на голову.
- 14 марта 2009 года — гей-пара, покидающая концерт Бритни Спирс в Ньюарке, штат Нью-Джерси, подверглась нападению 15 подростков. Джош Кехо и Бобби Дэниел Колдуэлл были названы «педиками» и избиты. Колдуэлл получил перелом челюсти[105].
- 23 марта 2009 года — два гея подверглись нападению в Сиасайд, штат Орегон, и остались лежать без сознания на местном пляже. Мужчины пришли в сознание и прошли лечение в соседней больнице[106].
- 6 апреля 2009 года — Карл Джозеф Уокер-Гувер, 11-летний ребёнок в Спрингфилде, штат Массачусетс, повесился на удлнителе после того, как над ним весь учебный год издевались сверстники, которые говорили, что «он вел себя женственно» и был геем[107].
- 10 апреля 2009 года — 36-летний Джастин Гудвин из Салема, штат Массачусетс, был атакован и избит шестью людьми за пределами бара в Глостере, штат Массачусетс. Гудвин сломал челюсть, глазницу, нос и скулу. Братья Джонатан и Уильям Чедвик, оба из Глостера, и Джон Керли-Бротман из Бостона, штат Массачусетс, признали себя виновными в нападении и нанесении побоев с применением опасного оружия. Власти не считали нападение преступлением на почве ненависти, несмотря на давление со стороны семьи Гудвина, чтобы они заявили об этом. 23 июня 2010 года братья Чедвик были приговорены к четырём годам тюрьмы штата, а Керли-Бротман — к двум годам тюрьмы округа Мидлтон, штат Массачусетс[108].
- 18 июня 2009 года — Патти Хаммонд Шоу, афро-американская транссексуалка, пришла в полицейский участок в Вашингтоне, получив письмо, в котором говорилось о наличии ордера на её арест по обвинению в даче ложных полицейских показаний. Несмотря наличие документов, подтверждающих её право на размещение вместе с другими женщинами, она была помещена в мужское учреждение. Согласно её показаниям, офицеры «нащупывали ей грудь, ягодицы и между ног неоднократно и чрезмерно». Сейчас она судится с Вашингтоном, округ Колумбия, столичным полицейским управлением и службой маршалов США за оплату лечения, которое ей пришлось пройти[109].
- 30 июня 2009 года — Шейман Август Провост был найден застреленным и его тело было сожжено на посту охраны на Кэмп-Пендлтоне. Лидеры ЛГБТ-сообщества «со ссылкой на военные источники» первоначально заявили, что смерть Провоста была преступлением на почве ненависти[110]. Провоста преследовали из-за его сексуальной ориентации[110]. С тех пор военные руководители объяснили, что «каким бы ни было заключение расследования, политика военных »Не спрашивай, не говори" помешала Провосту обратиться за помощью"[110]. Семья и друзья считают, что он был убит, потому что он был открытым геем (или бисексуалом, согласно некоторым членам семьи и источникам)[111][112], убийца совершил суицид через неделю после признания в убийстве, ВМФ не пришли к выводу, было ли это преступлением на почве ненависти.
- 25 октября 2009 года — Ди Грин, транс-женщина, была найдена полицией без сознания, раненной в сердце и истекающей кровью на улице в Балтиморе, штат Мэриленд. Её доставили в больницу, где через полчаса она скончалась. Ларри Дугласу было предъявлено обвинение в убийстве первой степени в апреле 2010 года.
- ноябрь 2009 года — Джейсон Мэттисон-младший, 15-летний открытый гомосексуалист, был жестоко убит и изнасилован в доме своей тети 35-летним Данте Пэрриш, другом семьи, который ранее сидел в тюрьме за убийство[113]. Пэрриш был осужден за убийство Мэттисона и в апреле 2012 года был приговорен к пожизненному заключению без права досрочного освобождения (приговор включал второй пожизненный срок за попытку сексуального нападения).
- 9 декабря 2009 года — тело Мэрайи Малины Кваллс было найдено в гостинице Сан-Франциско[114]. Она была 23-летней транссексуалкой и членом сообщества TRANS: THRIVE Центр оздоровления Азиатско-Тихоокеанского региона.

### 2010—2019

#### 2010
- 18 января 2010 года — полуобнаженный труп Майры Шанель Икал, 51-летней транс-женщины, был найден на пустыре в Хьюстоне, штат Техас[115].
- 30 марта 2010 года — Аманда Гонсалес-Андухар, 29-летняя латина-транс-женщина, была найдена мертвой в своей квартире в Квинсе, Нью-Йорк. Вскрытие показало, что нападавший, Рашин Эверетт, задушил её, а затем облил её тело отбеливателем[116]. В декабре 2013 года Эверетт был приговорен к 29 годам пожизненного заключения. При вынесении приговора адвокат Эверетта, Джон Скарпа, оспорил приговор, заявив: «Кто является жертвой в данном случае? Является ли жертва человеком из высшего слоя общества?» Судья Верховного суда Квинса Ричард Бухтер, ответил: «Этот суд считает, что каждая человеческая жизнь священна … Транссексуалу нелегко жить, и я благодарю семью за её поддержку»[117].
- 3 апреля 2010 года — Тони Алстон, чернокожая 44-летняя трансгендерная женщина, была застрелена в подъезде своего дома в западной части Шарлотт, штат Северная Каролина[118].
- 7 мая 2010 года — Дана А. «Шанель» Ларкин, 26-летняя чернокожая транс-женщина, работавшая проституткой, была застрелена тремя выстрелами в голову своим клиентом Эндрю Олачиреки после того, как спросила его, все ли с ним в порядке, когда они занимались сексом, несмотря на её мужские гениталии. Она была найдена мертвой на тротуаре Милуоки-стрит[119].
- 21 июня 2010 года — Сэнди Вулард, 28-летняя транс-женщина, была ранена в грудь в Саут-Сайде, Чикаго. Проезжавший мимо водитель нашел её лежащей на улице, она скончалась в больнице[120].
- 11 сентября 2010 года — Виктория Кармен Уайт, 28-летняя темнокожая трансгендерная женщина, скончалась от пулевых ранений в своей квартире в Нью-Джерси. Неизвестно, стала ли она целью своего убийцы, Альрашима Чемберса, только из-за её гендерной идентичности[121].
- 3 октября 2010 года — 30-летний мужчина, известный как «Ла Рейна» (Королева), Брайан Альмонте и Брайан Сепеда, которым было по 17 лет, были похищены в Бронксе гомофобной группой молодых людей, называющих себя Латиноамериканскими королями, изнасилованы инородными предметами, включая плунжер и бейсбольную биту, обожжены сигаретами. Одна из жертв-подростков хотела присоединиться к банде, в которую входили нападавшие, но когда члены группы увидели его с 30-летним, они позже подобрали его и отвезли в заброшенную квартиру, и спросили, занимались ли они сексом. Когда подросток ответил положительно, его избили и изнасиловали. Позже банда подобрала второго подростка, которого они также видели с 30-летним, и повторила процесс. Затем они заманили 30-летнего мужчину в здание с обещанием вечеринки. Когда он приехал с алкоголем, банда связала его и пытала, и заставила 17-летнего прижигать его сигаретами. Затем они ограбили 40-летнего брата мужчины, заставив его приложить к уху мобильный телефон, чтобы он услышал, как его брат умоляет им заплатить[122][123][124].
- 14 октября 2010 года — Стейси Бланик Ли, 31-летняя чернокожая транс-женщина, была найдена убитой в своем доме в Филадельфии своим бойфрендом[125].
- 17 ноября 2010 года — 18-летний Джошуа Уилкерсон был найден мертвым в поле в Пэрленде, штат Техас, после того, как его друг Эрмило Моралес избил и сжег его заживо. Предположительно, это было местью за нежелательные сексуальные домогательства[126].

#### 2011
- 11 января 2011 года — Крисси Бейтс, 45-летняя трансгендерная женщина, была зарезана в своей квартире в центре Миннеаполиса. Арнольд Дарвин Вауказо был приговорен к 367 месяцам тюремного заключения за убийство[127].
- 19 февраля 2011 года — Тайра Трент, чернокожая 25-летняя транс-женщина, была найдена задушенной в пустом доме[128].
- Апрель 2011 года — Кевин Пеннингтон, 28-летний гей, был похищен и жестоко избит в парке Кентукки двумя мужчинами, выкрикивающими антигомосексуальные оскорбления. Дэвиду Джейсону Дженкинсу и Энтони Рэю Дженкинсу грозил пожизненный срок за преступления на почве ненависти к геям[129]. 15 марта 2012 года полиция штата Кентукки помогла ФБР арестовать Дэвида Дженкинса, Энтони Дженкинса, Мейбла Дженкинса и Алексиса Дженкинса из Партриджа, штат Кентукки, за избиение Кевина Пеннингтона во время нападения поздно ночью в апреле 2011 года в Государственном парке[130], недалеко от Камберленда. Толчком к этому стала группа по защите прав геев «Федерация равенства Кентукки», президент которой Джордан Палмер в августе 2011 года начал лоббировать преследование прокурора США Восточного округа Кентукки[131] после того, как заявил, что не доверяет прокурору округа Харлан[132]. «Я думаю, что известность этого дела, возможно, во многом связана с усилиями Федерации равенства Кентукки», — сказал Харви, прокурор США в Восточном округе Кентукки[132]. Мейбл Дженкинс и Алексис Дженкинс признали себя виновными[132].
- 22 апреля 2011 года — Крисси Ли Полис[133], 22-летняя транс-женщина, была избита двумя афроамериканками в жестокой борьбе за вход в женский туалет в округе Балтимор, штат Мэриленд, что спровоцировало у неё эпилептический припадок. Сотрудник McDonald’s, которого позже уволили, снял эту драку на видео и выложил его в Интернет, которое с тех пор стало вирусным. 19-летняя Теонна Монае Браун признала себя виновной в нападении первой степени и преступлении на почве ненависти в результате избиения и была приговорена к пяти годам тюремного заключения и трем годам испытательного срока под надзором. Другая женщина была несовершеннолетней и отправлена в изолятор для несовершеннолетних[134].
- Июнь 2011 года — Розита Эрнандес, кубинская транс-женщина, была зарезана в Майами. В ноябре 2011 года Мигелю Павону было предъявлено обвинение в убийстве первой степени после того, как его ДНК была сопоставлена с образцами, найденными в доме жертвы[135].
- 5 июня 2011 года — Сиси Макдональд, молодая афроамериканская транс-женщина, подверглась нападению возле бара вскоре после полуночи в Миннеаполисе, штат Миннесота[136]. Сиси смертельно ранила нападавшего ножницами[137]. Впоследствии она была признана виновной в непредумышленном убийстве и заключена в мужскую тюрьму на 19 месяцев[138].
- 20 июля 2011 года — Лашай Маклин, 23-летняя афроамериканка-транс женщина, была застрелена на северо-востоке Вашингтона, округ Колумбия.
- 11 августа 2011 года — Камила Гусман, латинская трансгендерная женщина, была найдена убитой в своей квартире в Восточном Гарлеме, Манхэттен[139].
- 8 сентября 2011 года — Камерон Нельсон, 32-летний гей, подвергся нападению по месту работы в Юте[140].
- 11 октября 2011 года — Шелли Хиллиард, чёрный трансгендерный подросток, которая была объявлена пропавшей без вести, найдена сожженой полицией Детройта[141]. Её убийца, 30-летний Касим Ракиб, был приговорен 6 марта 2012 года к 40 годам лишения свободы[142].
- 15 ноября 2011 года — Дэнни Вега, 58-летний мужчина азиатско-американского происхождения, работавший парикмахером в Рейнир-Вэлли, Сиэтл, был избит и ограблен на прогулке. Избиение привело к коме, от которой Вега позже скончался.
- 17 ноября 2011 года — Кэссиди Натан Викерс, 32-летняя чёрная трансгендерная женщина, скончалась от огнестрельного ранения в грудь в Голливуде. Её убийца, личность которого до сих пор не установлена, также подозревается в стрельбе и попытке ограбления другой чёрной трансгендерной женщины в тот же день.
- 17 декабря 2011 года — Чарли Эрнандес, 26-летний открытый гей, был зарезан после драки, включавшей в себя оскорбления геев и с участием двумя мужчин после того, как Чарли случайно наступил на солнцезащитные очки[143].
- 24 декабря 2011 года — Ди Ди Пирсон, 31-летняя трансгендерная женщина, умерла от пулевых ранений в Канзас-Сити, штат Миссури. Кенийцу Л. Джонсу было предъявлено обвинение в убийстве второй степени и вооруженном преступлении. Джонс сказал полиции, что заплатил за сексуальные отношения с Пирсон, считая её цисгендерной женщиной, но через несколько часов после секса с ней обнаружил, что это не так. Возмущенный тем, что он считал обманом, он достал пистолет калибра 9 мм, нашел мисс Пирсон и убил её[144]. Джонс был арестован по подозрению в её убийстве[145].
- 29 декабря 2011 года — Тело Гиве Гойнса, чёрной 23-летней транс-женщины, пропавшей без вести за две недели до этого, было найдено на свалке в Новом Орлеане. Вскрытие установило, что время её смерти было за два дня до того, как её тело было обнаружено, и что она была задушена[146].

#### 2012
- 21 января 2012 года — Крейн Конэуэй, 47-летняя чернокожая транс-женщина, была найдена мертвой в своем доме в Ошенсайд, Калифорния[147]. Тайри Паскалл Мандей был арестован в связи с её убийством[147].
- 2 февраля 2012 года — Джей Паркер «Деони» Джонс, 23-летняя чёрная транс-женщина, была ранена ножом в голову во время ожидания на остановке метробуса в Вашингтоне, округ Колумбия[148].
- Февраль 2012 года — Коди Роджерс, 18-летний подросток, подвергся жестокому нападению и подвергся гомофобным оскорблениям на вечеринке в Оклахоме после защиты подруги, которая также подверглась нападению[149].
- 24 марта 2012 года — Несколько трансгендеров и трансвеститов были обстреляны и ограблены во Флориде человеком, предположительно Де Лос Сантосом. 23-летний Тайрелл Джексон был смертельно ранен в перестрелке, в результате неё был ранен и 20-летний Майкл Хантер[150].
- 3 апреля 2012 года — Коко Уильямс, чернокожая транс-женщина, была найдена убитой в Восточном Детройте, штат Мичиган. Убийство могло быть связано с участием Коко в секс-индустрии[151].
- 16 апреля 2012 года — 23-летняя Пейдж Клэй, темнокожая транс-женщина, была найдена мертвой с пулевым ранением в голову в Уэст-Гарфилд-парке, Чикаго. Смерть была признана убийством[152].
- 21 апреля 2012 года — Эрик Унгер, 23-летний гей, проживающий в Иллинойсе, подвергся нападению со стороны группы мужчин по пути домой с вечеринки, когда они выкрикивали в его адрес оскорбления против геев. Расследование продолжается.
- Май 2012 года — Макс Пелофске, 21-летний гей, был избит группой молодых людей на вечеринке в Миннесоте. Пенске утверждает, что это было преступление на почве ненависти, но полиция с этим не согласна.
- 5 июня 2012 года — Кардин Улисс, темнокожий 14-летний мальчик, подвергся нападению в кафетерии средней школы Роя Манна в Бруклине, штат Нью-Йорк, со стороны другой группы мальчиков. Его оскорбляли гейскими высказываниями, и он получил повреждение роговицы одного из глаз, в результате чего ослеп. Родители Улисса планировали подать в суд на Нью-Йорк за неспособность должным образом контролировать своих учеников[153].
- 23 июня 2012 года — Молли Олджин, 19 лет, и её подруга, Кристен Чапа, 18 лет, были обнаружены с выстрелами в голову возле парка Вайолет Эндрюс в Портленде, штат Техас. Ольджин скончался на месте, а Чапа выжил. Правоохранительные органы заявили, что нет никаких доказательств того, что инцидент является преступлением на почве ненависти. Кампания за права человека и равенство Техаса призвали Министерство юстиции США, ФБР и полицию Портленда провести тщательное расследование, чтобы найти стрелка[154].
- 5 июля 2012 года — Трейси Джонсон, 40-летняя чёрная транс-женщина, была найдена мертвой в результате огнестрельных ранений в Балтиморе, штат Мэриленд.
- 14 августа 2012 года — Тиффани Гуден, 19-летняя чернокожая транс-женщина, была найдена убитой на втором этаже заброшенного здания в Чикаго. Вскрытие подтвердило, что она была зарезана. Примечательно, что тело Пейдж Клэй, ещё одной молодой чёрной трансгендерной женщины, было обнаружено в 3-х кварталах от того места, где была обнаружена Тиффани. Пара была известна как друзья[155].
- 18 августа 2012 года — Кендалл Хэмптон, 26-летняя чернокожая транс-женщина, скончалась от огнестрельных ранений. Юджин Карлос Дьюкс был арестован в начале сентября за её убийство, и позднее в том же месяце ему было предъявлено обвинение.
- 26 августа 2012 года — Дежа Джонс, 33-летняя чернокожая транс-женщина, была застрелена в Майами. Никакого ареста произведено не было[156].
- 3 сентября 2012 года — Тело Киры Кордовы, 27-летней транс-женщины, было найдено в лесной местности во Франкфорде, Филадельфия[157].
- 15 октября 2012 года — Джанетт Товар, 43-летняя транс-женщина, была убита своим партнером Джонатаном Кенни, по словам полиции, который избил её и ударил головой об асфальт. Позже он был арестован за её убийство.

#### 2013
- 1 марта 2013 года — Сондра Скарбер рассказала родителю о том, что сын её подруги подвергся издевательствам в начальной школе Seabourn в Меските, штат Техас, и был избит им, когда понял, что она лесбиянка.
- 17 мая 2013 года — Марк Карсон, 32-летний чёрный гей[158], был застрелен другим мужчиной, который преследовал его и друга и насмехался над ним, когда они шли по улице в Гринвич-Виллидж, Манхэттен. Когда двое друзей проигнорировали вопросы нападавшего, мужчина начал кричать гейские оскорбления и спросил одного из них: «Ты хочешь умереть сегодня вечером?» 33-летний Эллиот Моралес был после этого был арестован за стрельбу и обвинен в вооруженном убийстве 19 мая[159]. По данным полиции, Моралес сказал, что застрелил Карсона, потому что тот «вел себя жестко»[160]. Моралес не признал себя виновным, но 9 марта 2016 года Манхэттенский суд признал его виновным в убийстве как преступление на почве ненависти[161]. 14 июня 2016 года Моралес был приговорен к 40 годам лишения свободы.
- 22 мая 2013 года — восьмилетний мальчик Габриэль Фернандес подвергся пыткам и был убит своей матерью и её парнем за то, что они считали ребёнка геем. Прокурор Джон Хатами подробно описал действия, предположительно совершенные Исауро Агирре и матерью мальчика, Перл Фернандес, которая также предстает перед судом. Хатами объяснил, что пара из Палмдейла избивала Габриэля, кусала его, прижигала его сигаретами, порола его, стреляла в него из воздушки, морила его голодом, кормила его наполнителем для кошачьих туалетов и держала его с кляпом во рту и связанным в каморке, пока его не нашли 22 мая 2013 года. Через два дня он скончался от тупой травмы головы в больнице. По словам прокурора, пара вызвала первых врачей, чтобы те вылечили Габриэля, но это было лишь попыткой ввести в заблуждение[162]. В июне 2018 года Агирре приговорили к смертной казни, а Фернандес приговорили к пожизненному заключению без возможности условно-досрочного освобождения.
- 2 июня 2013 года — Мэтью Феннера часами избивали и душили члены церкви. Он говорит, что нападения были совершены, чтобы «освободить [его] от гомосексуальных демонов, которых они так злобно презирают»[163].
- 4 ноября 2013 года −18-летнему Саше Флейшману подожгли юбку, пока он спал в автобусе AC Transit в Окленде, штат Калифорния. Полиция арестовала 16-летнего Ричарда Томаса и предъявила ему обвинение в преступном нападении, с отягощением в виде нанесения больших телесных повреждений. Томас признался полиции, что он совершил поджог и что он сделал это, потому что он «гомофобный»[164]. 14 ноября 2014 года Томас был приговорен к семи годам заключения под стражу для несовершеннолетних за свое преступление[165]. Нападение на Флейшмана было предметом статьи в New York Times Magazine, статья, которая впоследствии стала основой для книги под названием The 57 Bus[166].
- 31 декабря 2013 года — На лестнице ночного клуба для геев в Сиэтле возник пожар, который был быстро потушен. После того, как подозреваемый Мусаб Мохаммаед Масмари сказал другу, что «гомосексуалы должны быть истреблены», информатор из мусульманской общины сообщил ФБР, что Масамари, возможно, также планировал теракты. Уроженец Бенгази, Ливия, был задержан по пути в Турцию. Масмари был приговорен к 10 годам заключения по федеральному обвинению в поджоге[167].

#### 2014
- 1 марта 2014 года — Джипста, известный и открытый гей белый рэпер, стал жертвой предвзятого нападения на станции метро Нью-Йорка, когда он и его партнер праздновали 10-летнюю годовщину пары[168][169]. Нападавший кричал в адрес пары злобные гомофобные оскорбления, и после словесных разногласий Джипста был жестоко избит неизвестным субъектом, что привело к множественным переломам лица[170]. В результате инцидента Джипста потребовалась операция из-за семи сломанных костей носа и глазницы, что вынудило его прекратить продвижение своего второго альбома Turnt Up[171].
- 6 марта 2014 года — 24-летняя Бритни Косби и 24-летняя Кристал Джексон были убиты отцом Бритни, Джеймсом «Ларри» Косби. Жертвами стали лесбийская пара, у которой осталась пятилетняя дочь Кристал. Бритни задушили и забили до смерти. Кристалл также была избита и задушена, хотя причиной смерти стало огнестрельное ранение в висок[172].
- 1 июня 2014 года — 27-летний Ахмед Саид и 23-летний Двун Андерсон-Янг были убиты в стиле казни вскоре после полуночи в районе Леши в Сиэтле вскоре после того, как покинули ночной гей-клуб. Обе жертвы были геями, и Ахмеда, очевидно, общался в Grindr, социальном приложении, популярном среди геев. Андерсон-Янг подвозил домой Ахмед Саида. Вскоре дело было расследовано как возможное преступление на почве ненависти. В Саида и Андерсона-Янга стреляли несколько раз; Андерсон-Янг скончался в машине Саида, а Саид скончался на улице[173]. Подозреваемый Али Мухаммед Браун признался в убийстве Саида, Андерсона-Янга и двух мужчин в Сиэтле и Нью-Джерси, двое из которых не были геями. Браун ранее был обвинен в банковском мошенничестве и, как полагают, поддерживал мусульманских террористов в Сомали. Он сказал следователям, что строго руководствовался своей верой и что убийства были «справедливыми», потому что совершались в отместку за действия правительства США в Ираке, Сирии и Афганистане[174].

#### 2015
- 1 февраля 2015 года — 36-летняя Таха ДеДжесус, транс-женщина, была найдена зарезанной в районе Бэйвью в Сан-Франциско, Калифорния[175].
- 13 апреля 2015 года — Рон Лейн был застрелен бывшим студентом муниципального колледжа Уэйна по имени Кеннет М. Стэнсил III, которым он работал в типографии кампуса. Его мать сделала неподтвержденные утверждения, что Лейн, который был геем, делал нежелательные сексуальные домогательства по отношению к Стэнсилу. Стрельба была расследована как преступление на почве ненависти[176].

#### 2016
- В 2015 — 2016 году Министерство юстиции впервые использовало Закон Мэтью Шепарда и Джеймса Берда-младшего о предотвращении преступлений на почве ненависти для возбуждения уголовного дела против человека за выбор жертвы на основании его гендерной идентичности[177].В этом случае Джошуа Брэндон Валлум признал себя виновным в убийстве Мерседес Уильямсон в 2015 году из-за того, что она была трансгендерной женщиной, в нарушение Закона о предотвращении преступлений на почве ненависти Мэтью Шепарда и Джеймса Берда младшего[177].
- 12 июня 2016 года — Нападение на ночной клуб Орландо привело к гибели 49 и ранению 53 человек в ночном клубе для геев Pulse. Преступник, 29-летний Омар Матин, был американским гражданином афганского происхождения, который присягнул на верность террористической организации ИГИЛ в звонке 9-1-1, который он сделал по поводу нападения[178]. ИГИЛ также взяло на себя ответственность за нападение[179]. Инцидент стал крупнейшей атакой против ЛГБТ в США[180].
- 7 сентября 2016 года — Майкл Филлипс подвергся нападению после того, как закончил работу в гей-баре. Он и его муж говорят, что они неоднократно подвергались преследованиям за свою сексуальную ориентацию[181].

#### 2017
- 28 августа 2017 года -гомофобы избили мужчину-гея за то, что они выкрикивали в его адрес гомофобные оскорбления. В результате нападения ему сломали челюсть[182].
- Сентябрь 2017 года — Элли Стейнфельд, подросток-трансгендер, была зарезана и изувечена тремя молодыми людьми в Кабул, штат Миссури.
- 8 ноября 2017 года — 17-летний гей-подросток предположительно подвергся нападению 18-летнего Тревона Годболта. Годболт, как сообщается, заставил жертву снять с себя одежду и вещи, затем избил его и забрал его одежду. Были замешаны ещё один мужчина и две женщины, одна из которых записала нападение на мобильный телефон. Позже видео было размещено в Facebook[183].

#### 2018
- 2 января 2018 года — Блейзу Бернштейну, открытому гею, студенту еврейского колледжа, нанесли более 20 ножевых ранений. Сэмюэл Вудворд, известный неонацист и член группы Atomwaffen Division, был обвинен в его убийстве[184].
- 7 марта 2018 года — Та’Рон «Рио» Карсон, гей, был смертельно ранен, когда выходил из ночного клуба Aura в Канзас-Сити, штат Миссури[185].
- 28 марта 2018 года — Амия Тайра, темнокожая трансгендерная женщина, была найдена мертвой в номере мотеля в Батон-Руж, штат Луизиана, с множественными огнестрельными ранениями. Нева Уайт, подруга Тайры, сказала, что Тайра вела свою жизнь открыто трансгендерной женщиной с 2009 года. Уайт также сказал, что Тайра подвергалась издевательствам и «у неё была нелегкая жизнь»[186]

#### 2019
- 16 декабря 2019 года — Поджигатель сжег дроп-ин офис SisTers PGH, ресурсного центра для трансгендеров, которым руководят чернокожие и трансгендеры, в Питтсбурге, штат Пенсильвания[187].

#### 2020
- 7 мая 2020 года — Тони МакДейд, чёрный трансгендерный мужчина, был застрелен полицией Таллахасси.
- 1 июня 2020 года — 30 мая во время протестов в честь Джорджа Флойда в ЛГБТ ±баре в Роли, штат Северная Каролина, был нанесен вандализм с использованием символа белого превосходства. Тим Лемюэль, владелец бара Ruby Deluxe, вернулся к своим делам на следующий вечер, чтобы отпугнуть вандалов и оказать первую помощь протестующим, которые подверглись воздействию слезоточивого газа или перцового баллончика. Сразу после полуночи полиция приказала Лемуэлю покинуть арендуемую им недвижимость, открыв предупредительные выстрелы в него и его сотрудников[188][189].